# Euchromia siamensis
Euchromia siamensis là một loài bướm đêm thuộc phân họ Arctiinae, họ Erebidae.